# Володимирівська Дача (лісовий заказник, Миколаївська область)
Володи́мирівська Да́ча — лісовий заказник місцевого значення в Україні. Розташований у межах Казанківського району Миколаївської області, на схід від села Володимирівка. 
Площа 1298  га. Статус присвоєно згідно з рішенням облради № 448 від 23.10.1984 року. Перебуває у віданні ДП «Володимирівське лісове господарство» (Лісове лісництво). 
Статус присвоєно для збереження частини лісового масиву з цінними насадженнями дуба. Поруч розташовані ботанічні пам'ятки природи: «Степок» (загальнодержавного значення) і «Ювілейне». 